# Proisšestvie, kotorogo nikto ne zametil
Proisšestvie, kotorogo nikto ne zametil (Происшествие, которого никто не заметил) è un film del 1967 diretto da Aleksandr Miseevič Volodin.